# آقای شنبه شب
آقای شنبه شب (به انگلیسی: Mr. Saturday Night) فیلمی در ژانر کمدی-درام محصول سال ۱۹۹۲ آمریکا می‌باشد. این اولین فیلم کارگردانی شده توسط ستاره آن، یعنی بیلی کریستال است که روی فراز و نشیب زندگی استند آپ کمدین، بادی یانگ جونیور تمرکز دارد. کریستال علاوه بر تهیه کنندگی، کار نویسندگی را نیز به همراه بابالو مندل و لووِل گانز بر عهده داشته‌است. ساخت آن از نوامبر ۱۹۹۱ تا مارس ۱۹۹۲ طول کشید و در تاریخ ۲۳ سپتامبر ۱۹۹۲ توسط کلمبیا پیکچرز منتشر شد. از دیگر ستارگان آن می‌توان به دیوید پیمر اشاره کرد که نامزد دریافت جایزه اسکار بهترین بازیگر نقش مکمل مرد نیز شد.
این فیلم براساس طرح به روز رسانی آخر هفتهٔ پخش زنده شنبه شب ساخته شد و نظرات متفاوتی را از طرف منتقدان کسب کرد. امتیاز این فیلم در راتن تومیتوز ۵۶٪ از ۲۵ نقد است.